# Jernej Šček
Jernej Šček, tržaško-slovenski filozof, esejist, publicist, prevajalec, * 22. junij 1988, Trst.
Leta 2014 je na Fakulteti za humanistične študije Univerze v Trstu diplomiral iz filozofskih ved. Poučuje filozofijo in zgodovino na liceju Franceta Prešerna s slovenskim učnim jezikom v Trstu, pogodbeno predava na Oddelku za humanistične vede Univerze v Trstu, je doktorand sociologije kulture na Filozofski fakulteti Univerze v Ljubljani (2019/20-).
Raziskovalno se z gledišča družbene etike, zgodovine idej in kulturne zgodovine ukvarja z renesančnim humanizmom in vlogo humane humanistike v sodobnosti. V slovenski prostor uvaja misli katoliškega filozofa Augusta Del Noceja, dominikanca Bartoloméja de Las Casasa, humanistov Leona Battiste Albertija, Petra Pavla Vergerija starejšega (1370—1444) in drugih. S prevodom in študijo (Massimo Recalcati, Zagovor pedagoškega erosa, UMco 2023) se vključi v razpravo o pedagoškem erosu po stopinjah pedagoga Stanka Gogale. Sodeluje pri mednarodni filozofski pobudi Misliti več/Pensare di più. Izobraževal se je na Mémorial de la Shoah v Parizu (2015) in Berlinu (2017).
V knjižnem prvencu Kavarna Italija (Založništvo tržaškega tiska 2023) je zbral 26 intervjujskih besedil z izbranimi italijanskimi intelektualci s področja filozofije, zgodovine, literature, psihologije in družbe z željo, da bi z novim humanizmom zakrpal vrzel, ki jo med sosednima narodoma na zahodu vseka kratko stoletje. Leta 2024 je izdal nadaljevanje v knjigi Kavarna odprta, kjer so spet ponatisnjeni intervijuji, ki so izšli v Sobotni prilogi Dela, z raznimi osebami. Na literarnem področju prevaja italijanske gorniške pripovednike Maura Corono, Paola Cognettija in Maria Rigonija Sterna, objavlja kratke zgodbe, eseje in druge zapise.
Objavlja v Sobotni prilogi časopisa Delo. Vrsto let je kot voditelj in avtor radijskih oddaj sodeloval z Deželnim sedežem RAI v Trstu, za katerega je nastal avtorski niz o gorniški literaturi Od višine se zvrti (prvič predvajan 2016). Občasno objavlja v Planinskem vestniku, Primorskem dnevniku in drugem tisku. Je kulturniško aktiven član slovenske narodne skupnosti v Italiji.
Kot navdušen gornik in ljubitelj gorske kulture sodeluje z mednarodnim Festivalom gorniškega filma, na katerem je že predaval (Onkraj mita: Emilio Comici 2017; Človek iz lesa in skale 2021) in bil član strokovne žirije (2021).

## Družina
Izhaja iz glasbene družine vipavskega rodu, je vnuk skladatelja Ivana (1925—1972), sin dirigenta Matjaža in nečak pianistke Alenke, poročen z dirigentko Petro Grassi, s katero živi v Slivnem pri Trstu.